# جون دلهوسا
جون دلهوسا (به انگلیسی: Gjon Delhusa) (زاده ۹ اوت ۱۹۵۳) خواننده، موسیقی‌دان، گیتاریست آلبان‌تبار از مجارستان است.
او نماینده مجارستان در مسابقه آواز یوروویژن ۱۹۹۶ بود.